# ادبیات بلژیک
به دلیل تقسیمات زبانی و رواج داشتن دو زبان فرانسوی و فلاندری (هلندی) در کشور بلژیک، این سرزمین دارای دو نوع ادبیات است؛ ازاین‌رو، نویسندگان و شاعران بلژیکی آثار خویش را گاه به زبان فرانسه و زمانی به زبان فلامان (فلاندری) می‌نویسند.
کشور بلژیک، به دلیل وضع طبیعی خاص – که در حکم چهارراه بزرگ میان کشورهای هم‌جوار است – در نتیجه، ادبیات آن شکل مرموزی به خود گرفته است؛ زیرا تحت تأثیر و نفوذ ادبی و اجتماعی و سیاسی ممالک همسایه قرار گرفته و می‌گیرد و آرا و سبک‌های ادبیِ این سرزمین دچار تغییر و تحول شده و می‌شود. در آثار نویسندگان و شاعران بلژیکی، نفوذ ادبیات انگلیسی، ادبیات آلمانی، و به‌ویژه ادبیات فرانسه دیده می‌شود. بر پایهٔ همین اصل، یک نوع ادبیات یکپارچه و خالص بلژیکی نمی‌توان از کشور بلژیک و نویسندگان و شاعرانش انتظار داشت. ذوق ادبیِ فلاندری دارای رنگ و مایهٔ افسانه‌ای و مذهبی است. درام‌نویسی، داستان، و شعر آن اوج و وسعت و اهمیت بسیار دارد؛ به همین سبب، ادبیات فلاندری تحت تأثیر ادبیات آلمانی وسعت و اهمیت بسیار دارد. ادبیات فلاندری تحت تأثیر ادبیات آلمانی و تمدن‌های رومی قرار گرفته و درخور توجه است که از آن در مبحث و زمینهٔ جداگانهٔ «ادبیات فلاندری» و «ادبیات فرانسوی» بحث گردد:

## ادبیات فرانسه در بلژیک تا قرن بیستم
قدیمی‌ترین متن‌ها و موضوعات ادبی فرانسه که در خاک بلژیک به زبان فرانسه نوشته شد: The Cantilene de ste Eulalie (قرن نهم میلادی) نظر و عقیده بر اینست که از هیانوت لاوی –دسنت-آلکس Hainaut Lavi e de st. Alexis که به نوبه خود آن اصل فرانسوی از یک اثر و موضوع قدیمی‌تر ترجمه شده‌است.
موضوع مطالب و جنبه اخلاقی و مذهبی و افسانه‌ای نمایش‌ها از قرن سیزدهم لیژ Liege است چارتین دترولیز اثری پدیدآورد یا کنت دل گرائل برای فیلیپ آلزاس تعدادی از آثار ادبی به زبان فلاندری پدیدآورد.
در قرن چهاردهم مورخ و وقایع نگار جین و اوترموس اولین نوول حادثه‌ای را نوشت. سفرهای دریائی اثر دی‌سرجان ماندویل، در منطقه لیژ مورخان و وقایع نگارن از جمله Jacques de Henricourt و ژان ل-بل بودند. مورخان و وقاع نگاران بعدی از همه قابل ملاحظه‌تر چین فروایسارت Gaorges Chastellain, Froissart و فیلیپ کومینس Commynes بودند که از بلژیک برخاستند.
جین لمایر دیلجز کتابی برای لوئی ۱۲ پادشاه فرانسه نوشت اثر شعری و علم معانی و بیان این نویسنده در زبان فرانسه در آن عصر دارای اهمیت بسیار بود. مارینکس وان سنت Aldegonde، به زبان فرانسه و فلاندری آثاری پدیدآورد.
در یک دورة طولانی، درخشندگی ادبی نزدیک به اواخر قرن هجدهم قطع گردید. هنگامی‌که شاهزاده Ligne چارلز جوزف ۳۳ جلد اثر و ادبیات نظامی خویش را به Regine قدیمی درآورد.
تحول و انقلاب رمانتیک و استقلال بلژیک با هم مصادف (سال ۱۸۳۰) بود. ادبیات بلژیکی از سال ۱۸۳۰ تا ۱۸۸۰ از جاده باریک و معبر تنگ شعر زیبائی پندسی و زیبائی برای زیبائی گذشت و نام یک شاعر آن دوره آندره‌موان هاسلت شایسته و قابل ذکر است. کتاب توضیح و نشان هوشیاری و توجه ملی یک نوول بزرگ از دوره – Le legende d'ulenspiegel et d'Lamme Goedzak en pays de Flandrete d'ileurs که به وسیله چارلز کاستر نوشته و در سال ۱۸۶۷ چاپ شده‌است. این اثر رزمی کهن و باستانی فلاندر نوشته شده‌است، قهرمانش Till-Eulenspiegel (Tyll Ulenspiegel) نمونه روحی و احوال مردم فلاندر در زمان جنگ ضد اسپانیا و عشق به آزادی و یک نمونه جالب برای ایجاد تحریک غرور ملی است.
بیشتر از ۲۵ مجله ادبی که بین سال‌های ۱۸۱۴–۱۸۸۴ انتشار و رواج پیدا کرده و ادبیات، تحت حمایت طبقه متوسط قرار گرفت. از رهبران ادبی و اواخر قرن نوزدهم او کتاوپیرمز نویسنده داستان‌ها و حکایت‌های کلاسیک و مخصوصاً ماکس والر بودند والر مجله: La Jeune Belgique را تأسیس کرد. در اواخر قرن نوزدهم دورة طرفداران مکتب اصالت سودمندی و نفع به پایان رسید؛ و فعالیت و نفوذ پارناسین‌ها و سمبولیستها نیز محدود گشت.
چارلز Georgire La Roy. Van Lerberghe و ماکس اللسکامپ بودن که سبب شهرت ادبی کشور بلژیک در دنیا گشتند.
نوول‌های ناتورالیستی کامیل لمیونیر با آثار خود شهرت فراوان کسب کرد، او بعدها با شیوه و سبک متنوع خود بیشتر تابع سبکی شاعرانه شد و مقداری از بهترین آثار و کارهای ادیبش غنائی بود.
جورج ایخوند جوامع صنعتی را در منطقه آنتورپ با لحنی تلخ در نوول Lanouvelle Carthage نوول کارتاژ (۱۸۸۸) شرح داد.
موریس مترلینک شاعر و نویسنده‌ای سمبولیست پر احساس و درام‌نویس برجسته‌ای بود که در تئاتر غرب نفوذ و تأثیر فراوان به جا گذاشت از معروفترین نمایشنامه‌هایش پرنده آبی است که در سال ۱۹۱۱ برنده جایزه ادبی نوبل شد او همچنین نویسنده مقالات فلسفی دلپذیر بود.
عده‌ای دیگر از نویسندگان برجسته بلژیک عبارت‌اند از: هوبرت کارینز، ادموند گلسنروجین توسوئل، کارهای ادبی اواخر قرن نوزدهم معمولاً آنچه ارزش ماندن داشته درام‌ها، مقالات یا رمان‌ها بوده‌است.

## ادبیات فرانسه در بلژیک در قرن بیستم
مهم‌ترین شاعر بلژیکی در پایان قرن نوزدهم و اوایل قرن بیستم امیل Verhaeren بود که تحت تأثیر والت ویتمن شاعر معروف آمریکایی قرار گرفته بود. نوشته‌های نمادین وی یک نوع پیام اجتماعی در بردباری و تحمل مشتقات بود.
او ویژگی‌های فلاندری را در ادبیات فرانسوی بلژیک وارد و آثاری با این خصوصیت تصنیف کرد.
شاعر دیگر اودیلون جین پیر که مرگ نابهنگام به سراغش آمد و در ۲۱ سالگی در سال ۱۹۲۸ درگذشت. یک سرباز کهنه‌کار جنگ جهانی اول به نام موریس Gauchez نوول‌هایی بر پایه و مایه دورانی که در جنگ شرکت داشت و تجارب نظامی و ادبی و اجتماعی اندوخته بود نوشت. اصیل‌ترین شاعر دوران جنگ جهانی اول بلژیک مارسل Thiry بود که شرح و بیان جالبی از تجربیاتی که در دوران جنگ اول به دست آورده بود با ذوق و سلیقه‌ای متناسب آثاری پدیدآورد. زنان شاعر بلژیکی نیز سزاوار و شایسته ذکر هستند از آنجمله‌اند: لوسین Desnoues آن‌ماری Kegels، ورنی بروک در نیمه قرن بیستم مهم‌ترین و معروفترین نام در زمینه ادبی، هنری Michaux که نویسنده‌ای است سوررئالیست مخصوصاً در لطیفه‌گوئی و شوخی مهارتی فراوان دارد.
شاعران بعد از دوران جنگ شامل: روبرت گوفین، آرماند برنیر، لیلیان ووترز، جرارد برووت، جین توردور و آرتور هالوت هستند.
رمان در نیمه قرن بیستم به وسیله Georges Virres، آندره بایلون و به ویژه چارلز پلیسینر، فرانز هلنز و جرج سیمنون اصلاح و تکمیل گردید.
پلیسینر اولین خارجی بود که جایزه ادبی کنگورد را در فرانسه ربود. او اصلاحاتی در زمینه ارزش ادبی ملی و محلی به عمل آورد. فارنز هلنز یکنفر پزشک و یک تن شاعر سمبولیست بود و به واسطه نوول‌های معروف که مایه افسانه‌های فلاندری داشت شهرت فراوان بهم رسانید. جرج سیمنون از مردم لیژ بلژیک و نویسنده مشهور کتاب‌ها و داستان‌های پلیسی است. مارگارت یک سری از داستان‌های مشهور این نویسنده‌است که در آن‌ها زا روانشناسی سود جسته و نوولهایش با داشتن مایه روانشناسی دارای ارزش است.
ماری Gevers یک تن نوولیست رئالیست بود که سرزمین و مردم منطقه آنتورپ را با وصفی دلپذیر شرح داده‌است. یکتن دیگر از نوول نویس‌های زن که نامش قابل ذکر و آثارش در خور توجه‌است: Maud Frere است. فرانکوئیس مایت جوریس برنده جایزه Femina در سال ۱۹۶۵ است که جنبة رئالیستی آثارش در خود توجه بسیار است. بهترین اثر معروف این خانم نویسنده Lerempart des beguines (۱۹۵۱) است. نوول نویس‌های دیگر نیمه قرن بیستم شامل: دانیل Gilles و فرانسیس والدر برنده جایزه کنگورد در سال ۱۹۵۸ هستند.
درام مدرن بلژیک به زبان فرانسه به وسیله فرناند کرومیلینک پدیدآورده شد اثر مهم او Cocuma gukfique (۱۹۲۱) بود. میچل د Chelderode هر دو نویسنده‌ای اکسپرسیونیست است که نفوذ مذهبی و افسانه‌ای در نمایش نامه‌هایش شامل: Hop Signor, Escurial و Pantagleise مشهور است. در سال ۱۹۶۰ Jose Andre Lacour و جرج سیمنو نمایش نامه‌های جالبی را پدیدآوردند.

## ادبیات فلاندری تا سده بیستم در بلژیک
ادبیات فلاندری از زبان هلندی بود که در قرون وسطی پدید آمد و رونق یافت و مورد توجه قرار گرفت از آثار بزرگ دوره نخستین شامل Sint Servatius (در حدود ۱۱۷۰ میلادی) به وسیله Limburger هنریخ وان ولدک و Beatrjs که مأخوذ از بئاتریس راهبه که به زندگی مادی برگردانیده و محلش در صومعه‌ای که به‌وسیله خود ویرژین نگهداری می‌شد بود.
در حدود ۱۲۵۰ وان میرلانت (Mearlant) شروع به دیکته منظومه‌های خود کرد و با نظم درآوردن کتاب آئینه تاریخ لقب و عنوان پدر ادب و شعر هلندی یافت در زمینه نمایشنامه‌های منظوم نیز شهرتی به هم رسانید اما نافذترین اثر ادبی وی که در ادبیات انگلیسی و هلندی تأثیر گذاشت مجموعه مقالات Everyman است.
دو نویسنده اهل تصوف در دوران قرون وسطی ظهور کردند: جان‌وان Ruysbroeck و راهبی که در جنگل گرونندیل می‌زیست کسی که سخنرانی‌های طولانی نوشت و Hadevijch راهب اثری ادبی نوشت.
مجالس ادبی چندی در فلاندر در قرن پانزدهم تأسیس گشت. این گروه‌های ادبی در وضع و حالت بورژوازی خاصی قرار داشتند.
با تأسیس چاپخانه در قرن پانزدهم در بلژیک تحول فراوانی نصیب ادبیات فلاندری گشت و آثار چند تن نویسنده را منتشر و آن‌ها را مشهود کرد. مارنیکس وان سنت آلدگوند لبه تیز تیغ نوشته‌هایش را متوجه کلیساها کرد. نویسندگان دیگر شامل Bijns و کرنیلیوس کرول به پشتیبانی مذهب کاتولیک برخاستند. مناقشات و درگیری‌های سیاسی و مذهبی منجر به جدایی و تقسیم شمال از جنوب کشور هلند در اواخر قرن شانزدهم شد و احساسات لطیف و دلپذیر در کشور و ادبیات فلاندر تا قرن نوزدهم ناپدید شد.
موج ناسیونالیسسم حقیقی به منظور کسب استقلال کشور در سال ۱۸۳۰ به وسیله مقالات و رهبران ملی و سیاسی تحریک گشت. اولین نوول بزرگ و هم فلاندری قرن نوزدهم (شیرفلاندر) بود که به وسیله هندریک Conscience نوشته و در سال ۱۸۳۸ چاپ شد. این ره‌گشائی بود به سوی پدید آمدن نوول‌های جدید و مهم دیگر و در میان آن‌ها کارها و آثار نوول‌نویس‌های رئالیست ویرژینی لولینگ دارای اهمیت است.
نخستین روزنامه روزانه به زبان فلاندری از این دوران شروع و منتشر شد.
در زمنیه ادبی Alrecht رودنباخ نمونه‌ای از ادبیات رمانتیک ملی از سبک سودمندی هنر، سبک زیبائی پرستی (سودمندی زیبائی) بود در نوول تاریخی فلاندری به سوی نوول‌نویسی به شیوه ایدئالیستی حرکت کرد و نهضت هنر برای هنر که یک جنبش ادبی بود در سال ۱۸۸۰ ظهور کرد. گویید وجزل Gezelle بزرگ‌ترین شاعر فلاندری قرن نوزدهم بود که در آثار وی نفوذ و نمودارهائی از روح گوتیک به چشم می‌خورد او به بالارترین مرتبه شعر بزمی در اشعارش صعود کرد و در کشورهای فلاندری زبان معروف بود. همچنین به زبان فلاندری آثار لانگ فلو شاعر آمریکایی در سال ۱۸۸۶ ترجمه شد.

## ادبیات فلاندری در بلژیک در قرن بیستم
در سال ۱۸۹۰ نویسندگان جدید دوباره گروهی مجله جمعیت آزاد فکر (امروز و فردا) را تشکیل دادند. رهبر این جنبش اوگوست ورمی لن یک تن اینترناسیونالیست، نویسنده کتاب یهودی سرگردان (در سال ۱۹۰۶) بود. نویسندگان طبیعت‌گرا شامل: سیربل بویسه Busse و هرمان تایرلینک Teirlinck نویسنده کتاب میمون عاجی بودند (در سال ۱۹۰۹) قدرت تایرلینک در قلمرو و زمینه نوول روانشناسی به خوبی مشهود است همچنین صاحب آثار دیگری بود در کتاب کارگران (۱۹۲۷) بزرگ‌ترین شاعر بزمی به نام کارل وان دvoestijne که قدرت نویسندگی و ادبی خویش را در آثار و آنالیزی خود متمرکز ساخت. ادیکتن هومانیست و یک نفر شاعر بزرگ و یکنفر مسلط بر مسائل عمیق متافیزیکی بود.
دوره شکوفائی و اوج ادبی فلاندری پیش از جنگ جهانی اول در بلژیک بود. جنگ ادیبان را به سوی جستجو در تجارب و اشعار و نمونه‌های ادبی بزمی جالب جدید و درون زندگی در جامعه انسان‌ها کشانید در عصر فضا حمایت از راه‌های جید و شیوه‌های تازه تفکر را نشان دادند. اکسپرسیونیسم فلاندری نمایش دهنده و نماینده اروپائی مقدمه متعادل حمایت (نیروی فشار) انقلاب مخالف روشنفکری و مخالف خود جامعه که زبانش آرام و موقر با ایده و اندیشه منظم شده بود. شاعران این سبک و نهضت شامل: پول وان Ostayen نویسنده (شهر بزرگ مسکون و اشغل شده ۱۹۲۱) و ایزموئنس، گاستون بورسنس و ژان – آلبرت گوریس صاحب شاهکار (۱۹۴۸) Het boek Van Joachim Van Babylon بودند.
میلیون مدرسی به یافتن ارزش جامعه روستائی ادامه دادند. در میان نویسندگانش، فلیکس تیرمانس به حمایت لذت زندگی و عقیده وحدت وجودی برخاست و آثاری با برداشت‌هایی از زندگی کشاورزان در سال ۱۹۳۵ پدیدآورد. ارنست Claes و Maurits ساب نیز از آنجمله نویسندگان هستند.
چند نوول‌نویس توانا شیوه اومانیستی و نیاگانی را ادامه دادند: موریس Roelants صاحب اثر بیاوبرو در سال ۱۹۲۷ شیوه تحلیلی نوول فرانسوی را مورد استفاده قرار داد. ژرارد Walschap نوول‌نویس توانا، دارای آثار جالب است که نفوذ مایگل د Unamuno را در اثر تراژیک پر احساس و پرهیجان خود نشان داد و ویلن مایگل Elsschot دارای آثار پر ارزشی است که از اسلاف خود سود فراوان جست و خود یکی از بزرگ‌ترین نوول نویس‌ها محسوب می‌شود. نویسندگان دوره پس از جنگ از بزرگ‌ترین نوول نویس‌های محسوب می‌شود. نویسندگان دوره پس از جنگ جهانی دوم شامل رایموند برولز و شاعر حساس موریس Gilliams که معروف نزد معدودی هستند. نویسندگان فعال پیش از جنگ تایرلینک وجیس بودند.
در نیمه قرن بیستم مهم‌ترین نویسندگان جان دیسن نوول‌نویس صاحب آثار پرارزش رئالیستی است و مایه آثارش بیشتر بر اساس کشش میان دو جهان رؤیا و حقیقت است، و نوول‌هایی نیز با پرداخت مافوق‌الطبیعی پدیدآورد.
هوبرت لامپو پدیدآورنده آثار فراوان از جمله بازگشتن به آتلانتیک (در سال ۱۹۵۳) که تحت تأثیر نفوذ نویسندگان آمریکایی قرار گرفته بود. او شاگرد فیلیپ دیپله سین بود پیله سین اثری بسیار جالب که مایه روانشناسی دارد نوشت.
پل بون با نوشتن نوول‌هایی که مایه تاریخی و زمینه انتقادی و اعتراض به جامعه داشت پدیدآورد. مخالف زوال و کاهش ارزش انسان و خواهان انقلاب بود و آثار این نویسنده در ادبیات فلاندری دارای اهمیت بسیار است.
هوگو کلوس دارای شهرت جهانی بود، او یک تن نویسنده واقع‌نگار است که در تشریح مسائل جنسی مهارت بسیار دارد. بهترین رمانش (شگفتی ۱۹۴۸) راهنمائی با رستاخیز و احیاء فاشیسم، کارهایش شهرت فراوان به دست آورد از جمله آثار وی پرنده‌ای در صبح است.
نویسندگان اکسپرسیونست دیگر شامل پلذ دuoY, Wispehlaere میخائیلس شاعر اسنوک و ژان والراونس است.
ادبیات فلاندری بلژیک بر اثر کوشش‌های نویسندگان و شاعران با خلق آثار جالب رونق و اهمیت فراوان یافته‌است.